# Trojanska cykeln
Trojanska cykeln är en samling av åtta grekiska epos skrivna under ca 700-talet f.Kr. De enda delar som finns kvar i sin helhet är Iliaden och Odysséen, vilka utgör den andra respektive sjunde delen av samlingen. Dessa epos tillskrivs Homeros även om tillkomsten är mycket omdiskuterad, se den homeriska frågan. Av de andra eposen i samlingen återstår idag endast fragment.